# Lhota (Trutnov)

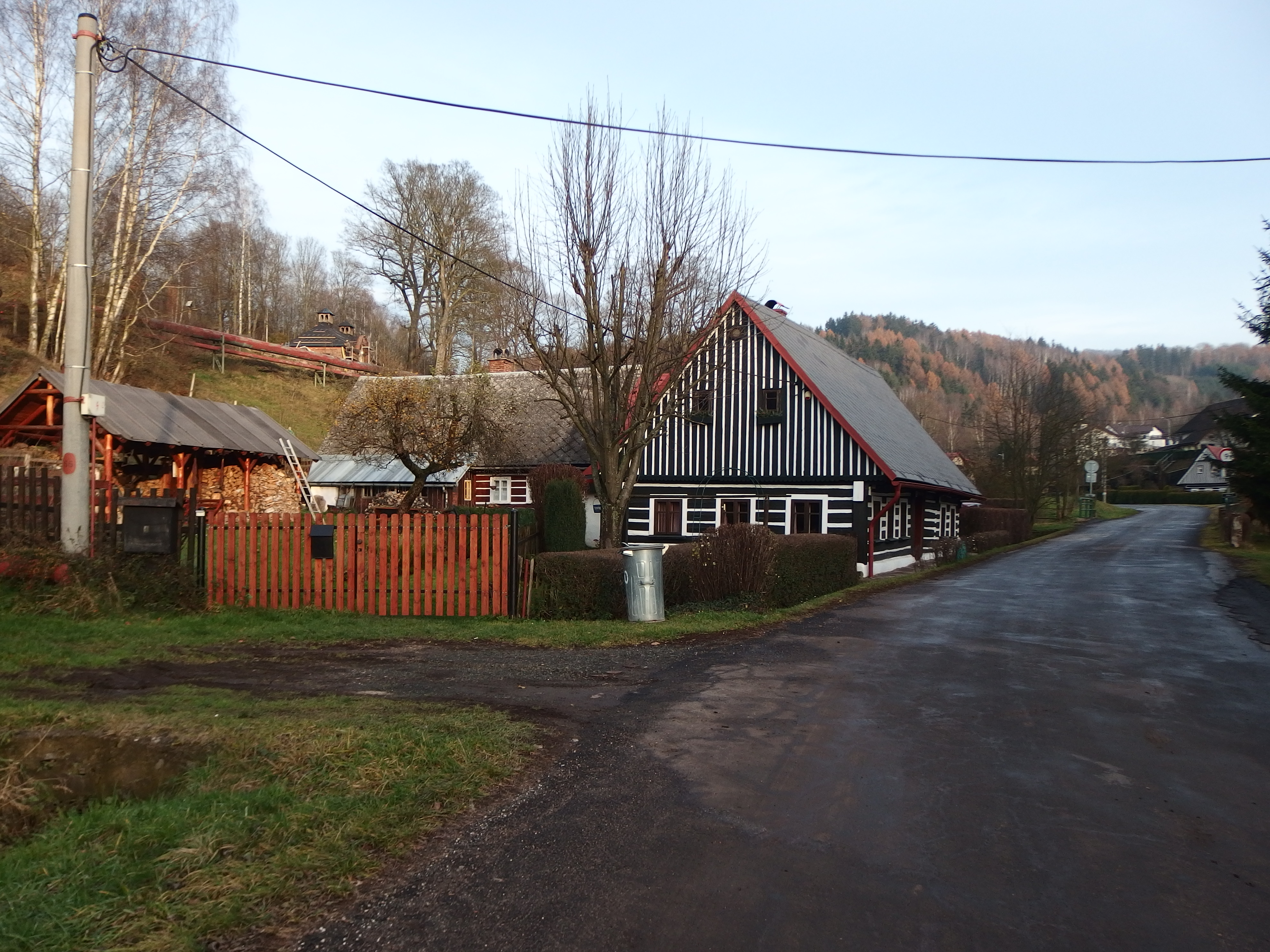
Gezimmerte Häuser, im Hintergrund der Friedhof

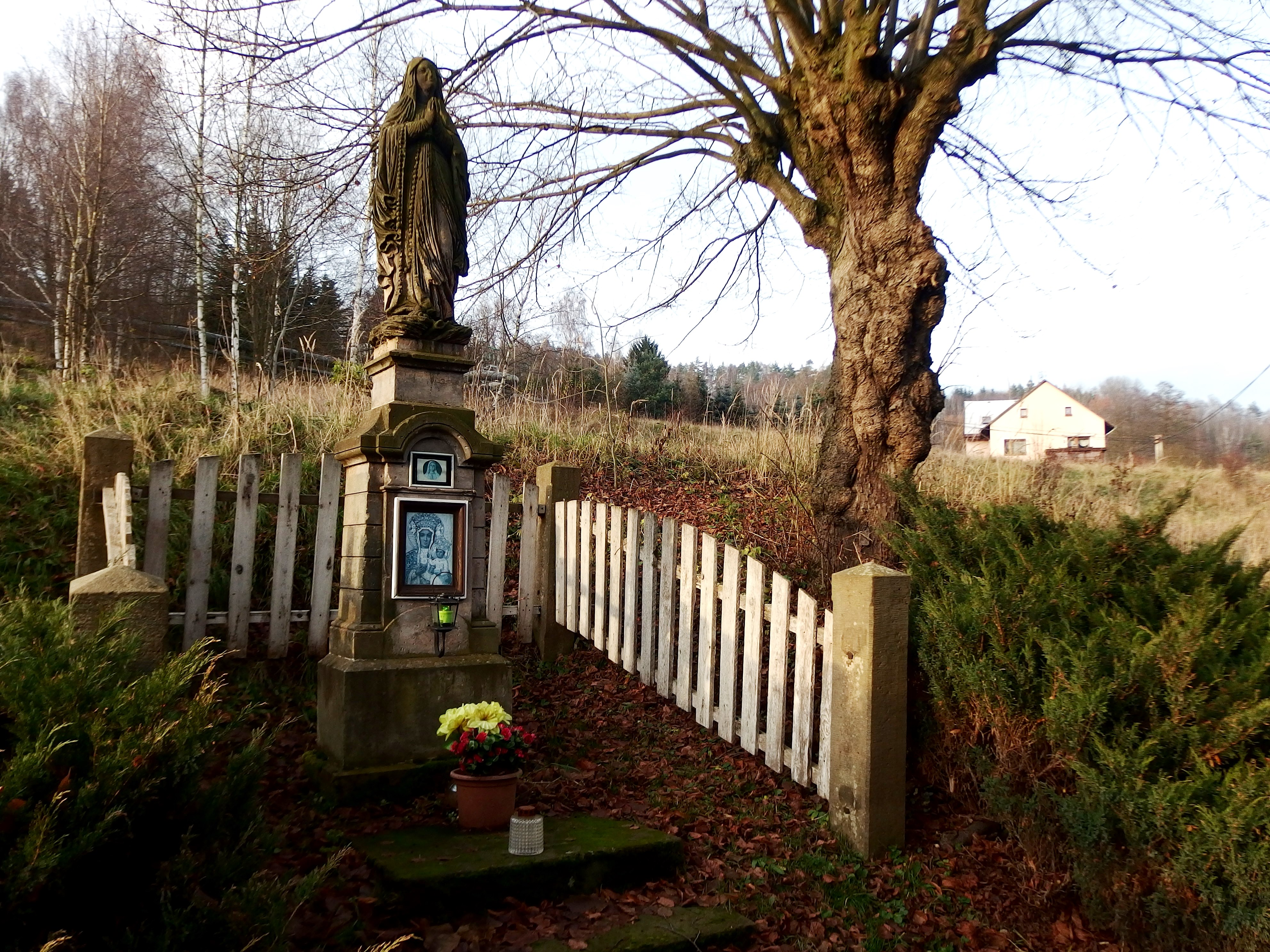
Statue der Jungfrau Maria

Lhota, 1949–1980: Lhota u Trutnova (deutsch Welhotta) ist ein Ortsteil der Stadt Trutnov in Tschechien. Er liegt fünf Kilometer nordöstlich des Stadtzentrums von Trutnov und gehört zum Okres Trutnov. 

## Geographie
Lhota erstreckt sich am Fuße des Habichtsgebirges (Jestřebí hory) im Tal des Baches Lhotecký potok. Nördlich des Dorfes verläuft die Bahnstrecke Trutnov střed–Teplice nad Metují durch das Tal des Petříkovický potok (Petersdorfer Bach), der Haltepunkt Lhota u Trutnova befindet sich in Peklo. Im Westen führt die Bahnstrecke Jaroměř–Lubawka an Lhota vorbei. Im Norden erhebt sich der Na Sádkách (544 m n.m.), im Osten der Markoušovický hřeben (708 m n.m.), südöstlich die Hůra (Bergkoppe, 622 m n.m.), im Süden die Čížkovy kameny (Ziegenrücken, 632 m n.m.) sowie westlich der Zámecký kopec (Schloßberg, 452 m n.m.).
Nachbarorte sind Debrné, Peklo und Petříkovice im Norden, Bezděkov und Chvaleč im Nordosten, Celestýn und Slavětín im Osten, Markoušovice und Starý Sedloňov im Südosten, Sedmidomí, Nový Sedloňov und Bohuslavice im Süden, Kouty im Südwesten, Poříčí und Zákoutí im Westen sowie Nové Voletiny und Libeč im Nordwesten.

## Geschichte
Die erste schriftliche Erwähnung des Dorfes erfolgte im Jahre 1515. Welhotta gehörte zu den Besitzungen der Burg Skal, später Katzenstein genannt; lag jedoch abgetrennt vom übrigen Herrschaftsgebiet als Exklave zwischen den Gründen der Herrschaften Adersbach und Trautenau. 1662 erwarb das neu gegründete Bistum Königgrätz das Gut Katzenstein von Wilhelm Albrecht Kolowrat-Krakowsky als Dotation für das Domkapitel; Bischof Matthäus Ferdinand Sobek von Bilenberg gab dem Gut den neuen Namen Bischofstein.
Im Jahre 1833 bestand das im Königgrätzer Kreis gelegene Dorf Welhotta aus 72 Häusern, in denen 427 Personen lebten. Im Ort gab es eine Schule, in die auch die Kinder aus Bösig eingeschult waren, sowie eine Mühle. Pfarrort war Trautenau. Bis zur Mitte des 19. Jahrhunderts blieb das Dorf dem Gut Bischofstein untertänig.
Nach der Aufhebung der Patrimonialherrschaften bildete Welhotta/Lhota ab 1849 mit dem Ortsteil Bösig/Bezděkov eine Gemeinde im Gerichtsbezirk Trautenau. 1868 wurde das Dorf dem Bezirk Trautenau zugeordnet. Bösig löste sich in den 1880er Jahren von Welhotta los und bildete eine eigene Gemeinde. Im Jahre 1900 lebten in Welhotta 658 Personen, 1930 hatte die Gemeinde 464 Einwohner. Nach dem Münchner Abkommen wurde das deutschsprachige Dorf im Herbst 1938 dem Deutschen Reich zugeschlagen und gehörte bis 1945 zum Landkreis Trautenau. 1939 hatte die Gemeinde 404 Einwohner. Nach dem Ende des Zweiten Weltkrieges 1945 kam Lhota zur Tschechoslowakei zurück und die deutsche Bevölkerung wurde vertrieben. 1950 wurden Lhota und Bezděkov zu einer Gemeinde Lhota u Trutnova zusammengeschlossen. Einschneidende Auswirkungen auf die Lebensqualität in Lhota und Bezděkov hatte die Errichtung des Wärmekraftwerkes Poříčí im Jahre 1957. Durch die vorherrschenden Westwinde stauten sich die Abgase des hinter dem Schloßberg im Aupatal gelegenen Kraftwerkes am Habichtsgebirge und die Ascheemissionen gingen im Tal des Lhotecký potok nieder. Zudem wurde Lhota von einer oberirdischen Fernwärmetrasse nach Radvanice durchschnitten. Die in der Ortsmitte gestandene Marienkapelle einschließlich der daneben befindlichen Statue des hl. Johannes wurden in der zweiten Hälfte des 20. Jahrhunderts für den Bau einer Kaufhalle abgerissen. Am 1. Januar 1981 erfolgte die Eingemeindung nach Trutnov. 1991 hatte Lhota 137 Einwohner. Im Jahre 2001 bestand der Ortsteil aus 61 Wohnhäusern und hatte 147 Einwohner. Seit den 1990er Jahren verbesserte sich die Luftqualität in Lhota durch den Einbau moderner Abgasfilter im Kraftwerk.

## Ortsgliederung
Der Ortsteil Lhota besteht aus den Grundsiedlungseinheiten Bezděkov (Bösig) und Lhota (Welhotta). Zu Lhota gehört außerdem die Ansiedlung Peklo (Hölle, früher Wiesenthal).
Der Ortsteil gliedert sich in die Katastralbezirke Bezděkov u Trutnova und Lhota u Trutnova.

## Sehenswürdigkeiten
- Ziegenrücken mit zahlreichen Sandsteinfelsen  (Felsenmeer)
- Zahlreiche gezimmerte Häuser
- Statue der Jungfrau Maria
- Friedhof
- Gedenkstein für die Gefallenen des Ersten Weltkrieges[9]
- Aussichtsturm auf dem Markoušovický hřeben
- Burgstall am Zámecký kopec